# Шампоан
Шампоанът (на английски: shampoo) е козметичен продукт, най-често във формата на течност, който се използва за измиване на косата. Той се използва, като се нанася на мократа коса, втрива се леко в кожата на главата, след което косата се изплаква. Някои хора след измиване с шампоан използват балсам (кондиционер) за коса. Съществуват и шампоани, предназначени за животни, които могат да съдържат инсектициди или други лекарства за лечение на кожни заболявания или за премахване на паразити.
Шампоанът е смес от няколко вещества – вода (около 80%), повърхностно-активни вещества (ПАВ, най-често натриев лауретсулфат и натриев лаурилсулфат), консерванти, сгъстители, ароматизатори, природни масла и витамини, както и неорганични соли. Основната функция на шампоана – измиването – се изпълнява от водата и ПАВ. Природните масла, витамините или другите компоненти, според производителите, спомагат за заздравяване на косата или имат други полезни ефекти, но те не са доказани експериментално.
Думата в английски идва от хинди chāmpo (चाँपो, чампо) означаваща „притискане, мачкане (масаж) на мускулите“, може би от санскритското capayati „разтривам, меся“. Значението „измиване на косата“ за първи път е отбелязано през 1860 г. На индийския субконтинент от древни времена за миене на косата са се използвали различни треви и екстракти от тях. Такова е например цветето Michelia champaca, което се използва за направата на такива масла за коса.
Миенето, съпроводено с масаж на косата и на тялото (champu, чампу) по време на ежедневната вана е било привилегия на ранните колониални търговци в Индия. Върнали се в Европа, те въвеждат нови навици, включително при грижата за косата, за която използват shampoo (шампоан).